# Vernal Fall Comfort Station
La Vernal Fall Comfort Station est un bâtiment abritant des toilettes publiques dans le comté de Mariposa, en Californie, dans le sud-ouest des États-Unis. Situé le long du Mist Trail au sein du parc national de Yosemite, cet édicule a été construit dans le style rustique du National Park Service en 1934. C'est une propriété contributrice au district historique dit « Yosemite Valley », lequel est inscrit au Registre national des lieux historiques depuis le 14 décembre 2006.